# Silkesnäva
Silkesnäva (Geranium cinereum) är en näveväxtart som beskrevs av Antonio José Cavanilles. Enligt Catalogue of Life ingår Silkesnäva i släktet nävor och familjen näveväxter, men enligt Dyntaxa är tillhörigheten istället släktet nävor och familjen näveväxter. Arten förekommer tillfälligt i Sverige, men reproducerar sig inte. Inga underarter finns listade i Catalogue of Life.